# Perth (Skotsko)
Perth je město ve středním Skotsku, na řece Tay, západně od Dundee. Toto kdysi královské město je správním centrem kraje Perth a Kinross. V Perthu žije asi 47 000 obyvatel (v roce 2012). Jmenuje se podle něj několik dalších sídel ve světě, nejznámější je australské velkoměsto Perth.

## Partnerská města
- Aschaffenburg, Německo
- Bydhošť, Polsko
- Chaj-kchou, Chaj-nan, Čína
- Perth, Ontario, Kanada
- Pskov, Rusko